# Anaximandre

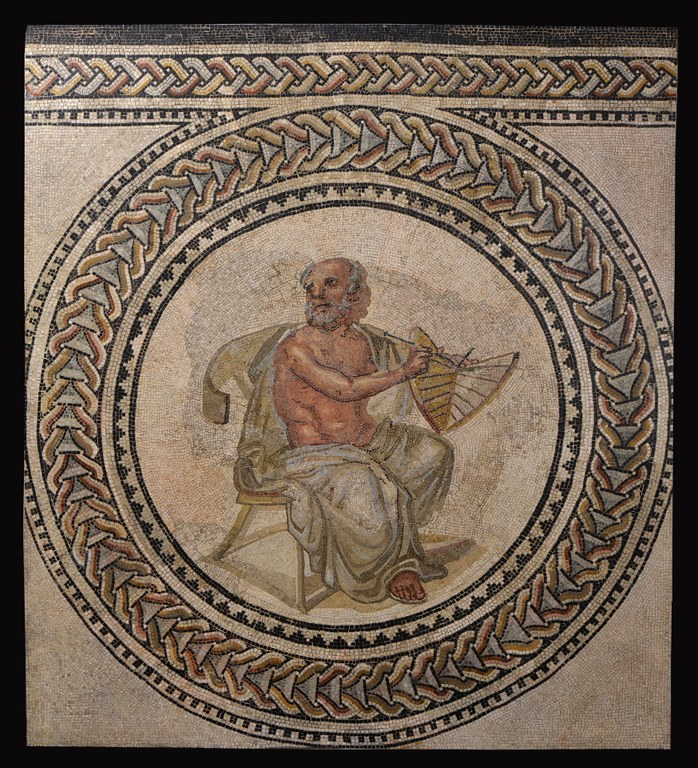
Representació d'Anaximandre amb un quadrant en un mosaic romà del segle III dC.

Anaximandre (grec antic: Ἀναξίμανδρος)  (Milet, c. 610 aC - Milet, c. 546 aC) va ser un filòsof, científic i alquimista grec que va viure entre el 611 aC i el 547 aC aproximadament. Es va interessar per temes científics i filosòfics esperonat pel seu mestre Tales de Milet. Era fill de Praxíades i fou un dels primers filòsofs de l'escola jònica, i hom el suposa deixeble del fundador Tales de Milet, amb qui va participar en la vida política de la ciutat, així com mestre d'Anaxímenes de Milet.

## Vida
Va néixer a Milet, a la península d'Anatòlia, a la rodalia de l'Imperi persa, quan aquest encara no l'havia conquerit (va ser conquerida pels perses l'any 546 aC, poc abans de morir Anaximandre). Va viatjar molt i fou autor d'un mapa del món conegut i se li atribueix la construcció d'una esfera celeste, el descobriment de la inclinació el·líptica i la introducció des de Babilònia d'un gnòmon amb el qual va estudiar el recorregut del sol en l'eclíptica i va fixar els solsticis i equinoccis. Fou el primer grec que va escriure un tractat sobre la natura. Va morir vers el 547 aC.
El cràter de la Lluna Anaximandre porta aquest nom a la seva memòria.
L'asteroide (6006) Anaximandros també commemora el seu nom.

## Pensament
Posa com a principi de tot no pas un dels elements sinó quelcom indeterminat o il·limitat (apíron) del qual sorgeixen els elements per separació dels contraris (fred, calent; humit, sec...). Teofrast li atribuí un ús no tècnic de l'arque (l'apíron); també diu que Anaximandre hi hauria assignat a la seva substància primària un nom que descrivia la seva propietat espacial (la infinitud). Per altra banda, Aristòtil afirma que l'àpeiron descrit per Anaximandre significaria quelcom com «espacialment infinit». Aquest concepte suposa un avenç en la història de la filosofia, fins ara, es buscava l'αρχή de tot l'existent en un element ja existent, és a dir, entén que la causa d'una cosa no pot ser aquella mateixa cosa. Així, l'ontologia guanya en abstracció i obre el camí per a la futura metafísica.
Suposadament admeté que tots els mons són innumerables (àpeirous). Considera la terra «de forma cilíndrica surant sense suport al centre de l'univers», encerclada d'anells de foc envoltats d'aire; els astres serien els fragments d'aquest foc vist a través d'orificis de la capa d'aire; afirma l'origen natural de la vida i la formulació de les espècies animals inclòs l'ésser humà, mitjançant una evolució; i explica tots els fenòmens astronòmics, meteorològics i vitals per una acció recíproca dels elements.

### Obra
Malgrat ser l'autor de les primeres línies de la filosofia occidental que han sobreviscut fins ara, només unes poques frases han arribat fins al present i els seus escrits, mapes i rellotges s'han perdut.

Aspecte probable de l'ara perdut primer mapa del món, fet per Anaximandre
Mapa de l'univers d'Anaximandre (segle VI aC)

Hom li atribueix:
- Haver escrit un llibre "Sobre la Natura". És molt possible, tanmateix, que el fet d'haver escrit un llibre sigui una interpretació molt posterior i que només hauria pretès, emprant la incipient escriptura, fixar en papir alguna de les seves idees de la natura.
- Haver utilitzat el gnòmon per a mesurar el temps i l'altura del Sol amb la seva ombra.
- Haver estat el primer que es coneix "que va dibuixar sobre un tauler un mapa de la terra habitada", i construir una mena d'esfera on es representaven alguns astres.
- Admetre la pluralitat de mons i l'etern moviment de les coses. En els escriptors posteriors, trobem referències a opinions d'Anaximandre sobre l'astronomia, sobre l'origen dels éssers vius i dels humans, i sobre les causes dels fenòmens meteorològics basats en l'observació empírica.
- Haver estat el primer, almenys fins on se sap fins ara, a afirmar que la terra flotava en l'espai sense cap suport. El cel no estava només sobre la Terra: l'envoltava tota. Segons el físic Carlo Rovelli, amb aquesta idea va canviar la imatge que es tenia en el món antic del fet que la Terra havia d'estar sostinguda per alguna cosa.[11] Davant de l'objecció de per què no queia, la resposta era, en paraules de Rovelli: «perquè les coses no cauen "cap avall", les coses cauen "cap a la Terra"».[12]

Anaximandre continua el camí de Tales i, així, es comença a interpretar d'una manera més racional la relació de l'ésser humà amb l'univers que l'envolta.